# Isabelle Langerome

Isabelle Langerome (née en 1964) est une auteure française.

## Filmographie
Documentaires vidéo
- 2009 : A l'école du jardin, 52', avec les élèves du collège Paul Valery Paris 12e, Yenta production - Télé Bocal, sélection Festival du film Nature et de l'Environnement  à Murs-Erigne,
- 2007 : Où cours-tu Michel ?, un militant dans la tourmente, 52', avec Michel Degouys, Yenta production - Images Plus Télévision, , sélection Songe d'une nuit DV à Paris,
- 2006 : Dockers, 26', avec les dockers de la Pallice/La Rochelle, Koala prod, - Célà Tv - Région Poitou Charente, département Charente-Maritime, sélection Escale Documentaire à La Rochelle,
- 2005 : Le Dernier été de la petite Sibérie, 26', avec les cheminots de la gare de triage d'Achères, Les Ateliers Varan,
- 2000 : Capri, Histoire d'île, Kuiv productions, TV5

Courts métrages 16 mm
- 1990 : Set on set off (diffusion La sept Arte), Prix Kodak film N&B
- 1989 : J'attendrai
- 1987 : L'Histoire d'une petite b... (diffusion Canal+)
- 1986 : Qui a peur des petites chéries (diffusion Paris Première)(coréalisation Julien Pappé), Magic films
- 1985 : Une drôle de vague, G.R.E.C. (groupe de recherche et d'essai cinématographique)
- 1984 : Les Lutins du crépuscule (coréalisation Bruce Krebs)